# Harry Atkinson

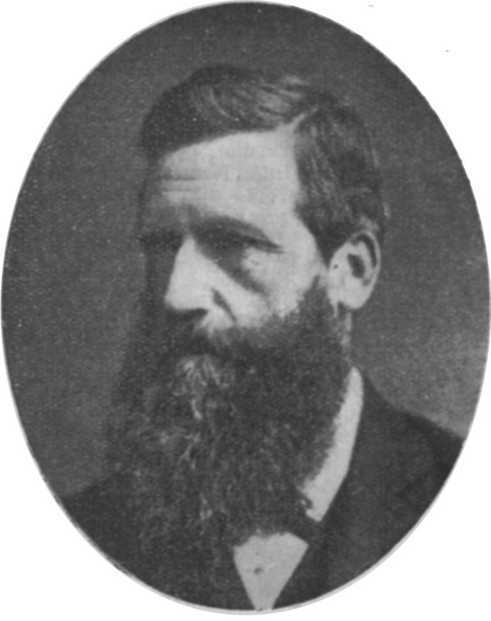
Harry Atkinson

Sir Harry Albert Atkinson, KCMG (* 1. November 1831 in Broxton, Cheshire, England; † 28. Juni 1892 in Wellington) war der zehnte Premierminister Neuseelands. Er hatte vier Amtszeiten mit einer Gesamtlänge von fünf Jahren und vier Monaten: Das erste Mal regierte er vom 1. September 1876 bis zum 13. Oktober 1877, das zweite Mal vom 25. September 1883 bis zum 16. August 1884. Seine dritte Amtszeit dauerte nur gerade eine Woche, vom 28. August bis zum 3. September 1884. Die vierte Amtsperiode war die längste; sie begann am 8. Oktober 1887 und endete am 24. Januar 1891. Er war der letzte Premierminister des Landes, der keiner Partei angehörte.

## Auswanderung und Kampf gegen die Māori
Das siebtälteste von dreizehn Kindern eines Architekten wurde in Internaten und auch zuhause unterrichtet. Im Alter von 21 Jahren verließ er England zusammen mit seinem Bruder Arthur und wanderte nach Neuseeland aus. Sie kamen im Juni 1853 in New Plymouth an und erwarben ein Grundstück in der Provinz Taranaki. Atkinson heiratete im März 1856 Amelia Jane Skinner; aus der Ehe gingen drei Söhne und eine Tochter hervor. Er war hauptsächlich als Landwirt tätig, übernahm aber auch andere Aufgaben. So versorgte er die Truppen in Taranaki mit Feuerholz und war für die Postbeförderung zwischen New Plymouth und Wellington zuständig.
Im Januar 1857 wurde Atkinson ins Provinzparlament von Taranaki gewählt. Er forderte die Enteignung des Landes im Besitz der Māori, um britische Einwanderer ansiedeln zu können. Atkinson argumentierte, die weitere wirtschaftliche Entwicklung der Kolonie würde verhindert, falls die Māori nicht kooperierten. Er betrachtete die Ureinwohner als Wilde und war überzeugt, dass Krieg eine vernünftige Option sei, um sie zum Verkauf zu bewegen und schließlich zu vertreiben.
Als 1860 in der Provinz Taranaki bewaffnete Konflikte zwischen Māori und Siedlern ausbrachen, war Atkinson bei der Organisation einer Freiwilligeneinheit behilflich und kämpfte im Ersten Taranaki-Krieg, der im März 1861 mit einem Waffenstillstand endete. Als der Konflikt 1863 wieder aufflammte, führte er eine illegal aufgestellte Einheit an. Seine Rolle im Konflikt ist umstritten, doch seine Taten brachten ihm den Respekt gleichgesinnter Politiker ein. Sein Mandat im Provinzparlament legte er 1864 nieder.

## Politik auf nationaler Ebene
1861 wurde Atkinson als Abgeordneter des Wahlkreises Grey and Bell ins neuseeländische Repräsentantenhaus gewählt. 1864 ernannte ihn Premierminister Frederick Weld zum Verteidigungsminister. Nach dem Tod seiner Frau trat Atkinson 1866 von diesem Amt zurück, um sich um seine Kinder zu kümmern. Ein Jahr später heiratete er seine Cousine Annie Smith, mit der er drei weitere Kinder hatte. Von 1868 bis 1871 lebte er mit seiner zweiten Ehefrau in England.
Im Oktober 1872 trat Atkinson wieder auf die politische Bühne. In einer Nachwahl besiegte er knapp einen Kandidaten, der mit William Fox, einem prominenten Befürworter der Maori-Landrechte, verbündet war. Kaum wieder im Parlament, bekämpfte Atkinson die Politik von Premierminister Julius Vogel, der ebenfalls für die Rechte der Maori eintrat und bezeichnete dessen Vorgehen, mittels umfangreicher Anleihen ehrgeizige Infrastrukturprojekte zu finanzieren, als leichtsinnig. Vogel entgegnete, Atkinson sei übervorsichtig und würde bloß die wirtschaftliche Entwicklung des Landes aufhalten.
Atkinson und Vogel waren sich hingegen einig, dass das Geldleihen der Provinzen im Gegensatz zur Zentralregierung nicht kontrollierbar war. Beide waren auch überzeugt, dass Provinzpolitiker nur ihre eigenen Interessen im Sinne hatten und dass mehr Kooperation zwischen Staat und Provinzen nötig war. Diese gemeinsame Basis führte dazu, dass Vogel im Jahr 1874 Atkinson in sein Kabinett aufnahm, obwohl sie bezüglich Kapitalanleihen der Zentralregierung und Landrechte der Maori ihre Differenzen nie beilegen konnten.

## Amtszeiten als Premierminister
Als Vogel im September 1876 zurücktrat, übernahm Atkinson, der bisher Einwanderungsminister gewesen war, zum ersten Mal das Amt des Premierministers. Eine seiner ersten Amtshandlungen war die Auflösung der Provinzen. Er war auch direkt für die Finanzpolitik zuständig und verfolgte eine weniger aggressive Kapitalmarktpolitik. Seine Absicht war es, dass die Zentralregierung alleine für die Anleihen zuständig sein sollte, die Gemeindeverwaltungen bei der Verwendung der ihnen zugedachten Geldmittel jedoch freie Hand erhalten sollten. Kaum waren jedoch die neuen Gemeindeverwaltungen etabliert, versiegten aufgrund einer beginnenden Rezession die versprochenen Geldmittel, was Atkinsons Regierung immer unbeliebter machte.
Im Oktober 1877 musste Atkinson zurücktreten. In der Opposition fuhr er fort, für Vorsicht in finanziellen Fragen einzutreten. 1882 schlug er die Bildung einer staatlichen Sozialversicherung vor, doch seine Idee stieß auf wenig Begeisterung. Ab September 1883 war Atkinson erneut Premierminister, verlor sein Amt jedoch im August 1884 an Robert Stout. Nach nur zwölf Tagen gewann Atkinson ein Misstrauensvotum gegen Stout, er konnte sich jedoch nur sieben Tage lang behaupten und musste Stout wieder den Posten des Regierungschefs überlassen.
Erst im Oktober 1887 gelang es Atkinson nach mehreren Anläufen, Stout mit einem Misstrauensvotum zu stürzen. Im Januar 1888 wurde Atkinson zum Ritter geschlagen. Während seiner letzten Amtszeit war er hauptsächlich darauf bedacht, so wenig Geld wie nur möglich auszugeben. Im Dezember 1890 wurden die Parlamentswahlen von der Liberal Party gewonnen. Diese war die erste echte politische Partei des Landes und vertrat die Ideen von William Fox, Julius Vogel und zahlreichen anderen Gegnern Atkinsons.
Zwar versuchte Atkinson, sich durch die Berufung antiliberaler Minister an der Macht zu halten, musste aber schließlich die Regierungsverantwortung an John Ballance abgeben, den Vorsitzenden der Liberalen. Atkinson starb knapp eineinhalb Jahre später in seinem Büro im Parlamentsgebäude. Mit seinem Tod begann eine neue Ära in der neuseeländischen Politik, denn Atkinson war der letzte parteiunabhängige Premierminister gewesen.